# Dreams and Nightmares
Dreams and Nightmares è il primo album in studio del rapper statunitense Meek Mill, pubblicato nel 2012.

## Tracce
1. Dreams and Nightmares – 3:50
2. In God We Trust – 4:37
3. Young & Gettin' It (featuring Kirko Bangz) – 3:26
4. Traumatized – 4:10
5. Believe It (featuring Rick Ross) – 3:31
6. Maybach Curtains (featuring Nas, Rick Ross & John Legend) – 4:52
7. Amen (featuring Drake) – 4:49
8. Young Kings – 3:51
9. Lay Up (featuring Wale, Rick Ross & Trey Songz) – 4:07
10. Tony Story (Pt. 2) – 4:23
11. Who You're Around (featuring Mary J. Blige) – 3:19
12. Polo & Shell Tops – 3:26
13. Rich & Famous (featuring Louie V) – 4:15
14. Real Niggas Come First – 3:32

## Classifiche
| Classifica (2012) | Posizione raggiunta |
| ----------------- | ------------------- |
| Regno Unito       | 67                  |
| Stati Uniti       | 2                   |